# Gabon i olympiska sommarspelen 1984
Gabon deltog i de olympiska sommarspelen 1984, men ingen av landets deltagare erövrade någon medalj.

## Friidrott
Damernas 100 meter
- Gisele Ongollo
  - Första heatet — 12,40s (→ gick inte vidare)

Damernas kulstötning
- Odette Mistoul
  - Final — 14,59 m (→ 13:e plats)